# Globe Soccer Awards

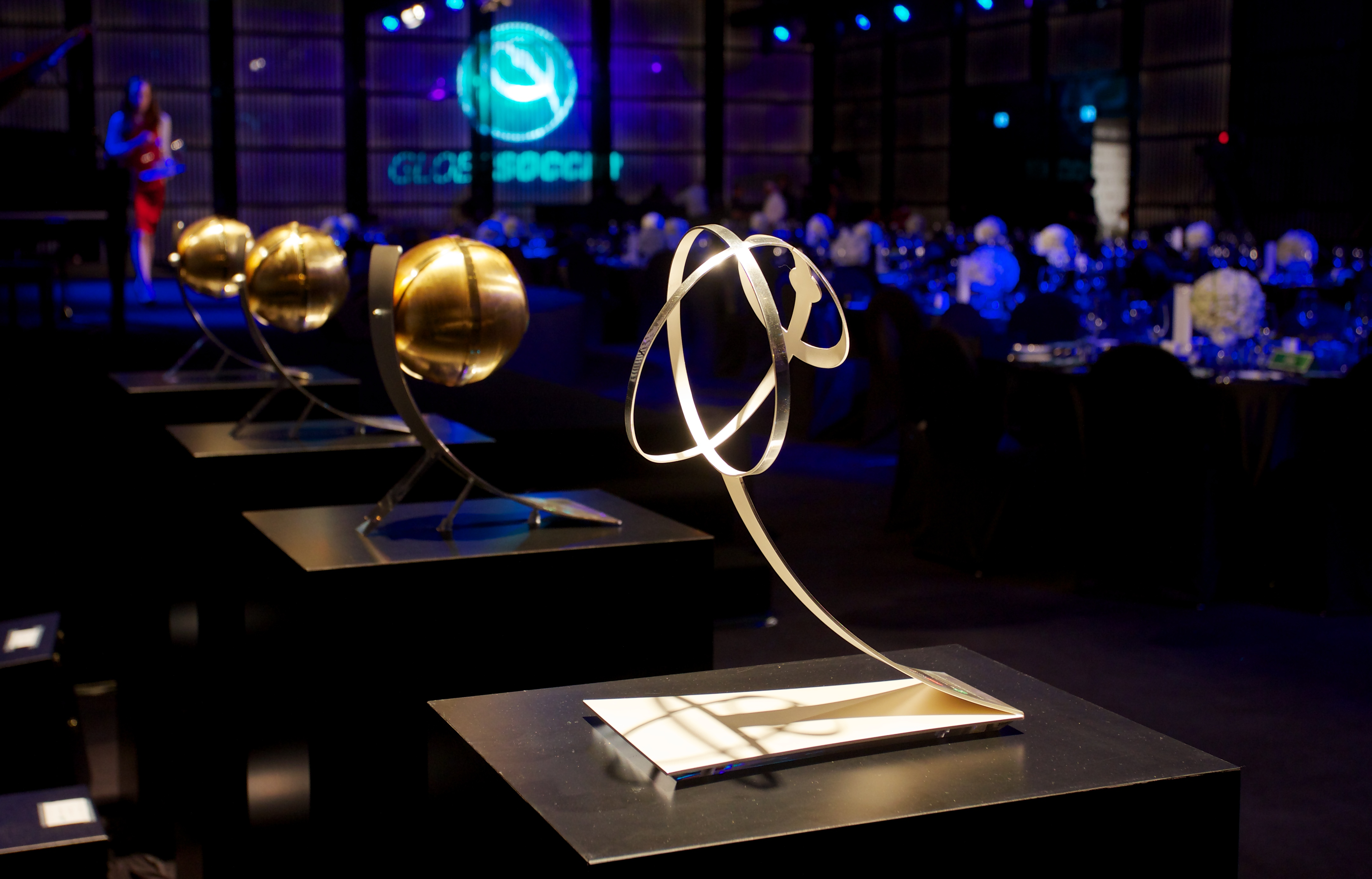

I Globe Soccer Awards sono dei riconoscimenti calcistici assegnati annualmente, a partire dal 2010, dall'organizzazione Globe Soccer.

## Storia
Il Globe Soccer è un meeting annuale dedicato ai principali operatori del calciomercato; considerato come uno degli eventi più esclusivi del settore, dove gli operatori del calcio mercato, insieme ai club, alle leghe, alle federazioni e alle istituzioni del calcio possono incontrarsi e dibattere.
A partire dalla seconda edizione di Globe Soccer sono stati lanciati i Globe Soccer Awards, premi speciali dedicati al miglior dirigente e al miglior agente di calciatori dell'anno. I nomi principali del panorama calcistico internazionale hanno preso parte alla cerimonia di premiazione che viene trasmessa in diretta televisiva. La EFAA (Associazione degli Agenti Calcistici Europei) e la ECA (Associazione dei Club Europei) sono state coinvolte nella crescita della manifestazione fin dall'inizio e hanno appoggiato la realizzazione dei Globe Soccer Awards segnalando, di anno in anno, la lista dei candidati al premio rispettivamente di miglior agente e di miglior club dell'anno.
Nel corso delle varie edizioni del premio, la lista delle categorie a cui viene conferito il premio si sono ampliate, comprendendo tra gli altri anche il premio al miglior giocatore ed allenatore dell'anno.

## Il trofeo
Il trofeo consegnato annualmente ai vincitori dei Globe Soccer Awards è stato ideato dal designer italiano Franz Moscati. Il design del trofeo è una raffigurazione simbolica di una sfera che rappresenta il mondo del calcio e un arco ricurvo che rappresenta la giuria. Come dichiarato dal designer "i due elementi sono stati realizzati con precisi rapporti numerici e geometrici partendo dal numero 9,15 che è la misura del raggio afferente al cerchio centrale di un campo da calcio... da cui tutto ha inizio".
Il trofeo è stato realizzato dalla G.D.E. Bertoni di Milano, famosa nel mondo per la realizzazione della Coppa del mondo di calcio.

## Edizioni

### 2010
- Nel dicembre 2010 vennero annunciati i vincitori della prima edizione dei Globe Soccer Awards:[1]

1. Miglior dirigente –  Miguel Ángel Gil (Atletico Madrid)
2. Premio speciale alla carriera –  Adriano Galliani (Milan)
3. Miglior agente –  Jorge Mendes

### 2011
- Nel dicembre 2011 i vincitori furono:[2]

1. Miglior squadra dell'anno –  Barcellona
2. Miglior calciatore dell'anno –  Cristiano Ronaldo (Real Madrid)
3. Premio alla carriera per calciatori –  Alessandro Del Piero (Juventus)
4. Miglior dirigente –  Pinto da Costa (Porto)
5. Maggior attrazione mediatica –  Cristiano Ronaldo (Real Madrid)
6. Miglior agente –  Jorge Mendes

### 2012
- Nel dicembre 2012 i vincitori furono:[3]

1. Migliore squadra dell'anno –  Club Atlético de Madrid
2. Miglior calciatore dell'anno –  Radamel Falcao (Atletico Madrid)
3. Premio alla carriera per calciatori –  Éric Abidal (Barcellona)
4. Miglior calciatore del secolo –  Diego Armando Maradona
5. Miglior agente –  Jorge Mendes
6. Premio alla carriera per agenti –  Rob Jansen
7. Miglior allenatore dell'anno –  José Mourinho (Real Madrid)
8. Premio al calciatore degli Emirati Arabi Uniti –  Hassan Mohamed (Dubai CSC)
9. Maggior attrazione mediatica –  José Mourinho (Real Madrid)
10. Premio alla carriera sportiva –  Michel Platini

### 2013
- Nel dicembre 2013 i vincitori furono:[4]

1. Calciatore preferito dai fan –  Cristiano Ronaldo (Real Madrid)
2. Miglior calciatore dell'anno –  Franck Ribéry (Bayern Monaco)
3. Miglior agente dell'anno –  Jorge Mendes
4. Premio alla carriera per agenti –  Giovanni Branchini
5. Premio alla carriera per calciatori –  Deco
6. Miglior allenatore dell'anno -  Antonio Conte (Juventus)
7. Premio alla carriera per allenatori –  Josep Guardiola (Bayern Monaco)
8. Maggior attrazione mediatica –  Josep Guardiola (Bayern Monaco)
9. Miglior squadra dell'anno –  Bayern Monaco
10. Premio alla carriera sportiva –  Xavi
11. Miglior allenatore del GCC –  Mahdi Redha (Emirati Arabi Uniti)

### 2014
- Nel dicembre 2014 i vincitori furono:[5]

1. Miglior squadra dell'anno –  Real Madrid
2. Premio alla carriera per calciatori –  Filippo Inzaghi
3. Miglior arbitro dell'anno –  Nicola Rizzoli
4. Premio speciale –  Riccardo Montolivo,[6]  Vadim Vasilyev,[7]  Atlético Madrid,[8]  Mehdi Benatia,[9] Best Grassroots Team[10]
5. Miglior media executive –  Riccardo Silva
6. Miglior presidente dell'anno –  Florentino Pérez (Real Madrid)
7. Miglior allenatore dell'anno –  Carlo Ancelotti (Real Madrid)
8. Maggior attrazione mediatica –  Carlo Ancelotti (Real Madrid)
9. Miglior calciatore rivelazione dell'anno –  James Rodríguez (Real Madrid)
10. Miglior calciatore dell'anno –  Cristiano Ronaldo (Real Madrid)
11. Miglior agente dell'anno -  Jorge Mendes
12. Calciatore preferito dai fan -  Cristiano Ronaldo (Real Madrid)

### 2015
- Nel dicembre 2015 i vincitori furono:[11]

1. Miglior squadra dell'anno –  Barcellona
2. Miglior calciatore dell'anno –  Lionel Messi (Barcellona)
3. Miglior allenatore dell'anno –  Marc Wilmots
4. Miglior presidente dell'anno –  Josep Maria Bartomeu (Barcellona)
5. Miglior arbitro dell'anno –  Ravshan Irmatov
6. Miglior calciatore del GCC –  Yasir Al-Shahrani (Al-Hilal)
7. Miglior agente dell'anno -  Jorge Mendes
8. Miglior accademia –  Benfica
9. Maggior attrazione mediatica –  Barcellona
10. Premio alla carriera per calciatori –  Frank Lampard e  Andrea Pirlo

### 2016
- Nel dicembre 2016 i vincitori furono:[11]

1. Miglior squadra dell'anno –  Real Madrid
2. Miglior calciatore dell'anno –  Cristiano Ronaldo (Real Madrid)
3. Miglior allenatore dell'anno –  Fernando Santos
4. Miglior presidente dell'anno –  Florentino Pérez (Real Madrid)
5. Miglior arbitro dell'anno –  Mark Clattenburg
6. Miglior squadra dell'anno del GCC –  Al-Hilal
7. Miglior calciatore del GCC –  Omar Abdulrahman (Al-Ain)
8. Miglior calciatore arabo dell'anno -  Mohamed Salah (Roma)
9. Miglior calciatore cinese dell'anno –  Zheng Zhi (Guangzhou Evergrande)
10. Miglior agente dell'anno -  Mino Raiola
11. Premio per l’attività sociale –  Cristiano Ronaldo (Real Madrid)
12. Premio alla carriera per calciatori –  Javier Zanetti e  Samuel Eto'o
13. Premio speciale –  Unai Emery
14. Miglior agenzia sportiva – MP & Silva

### 2017
- Nel dicembre 2017 i vincitori furono:

1. Miglior squadra dell'anno –  Real Madrid
2. Miglior calciatore dell'anno –  Cristiano Ronaldo (Real Madrid)
3. Miglior allenatore dell'anno –  Zinédine Zidane (Real Madrid)
4. Miglior campionato dell'anno –  La Liga
5. Miglior arbitro dell'anno –  Felix Brych
6. Premio alla carriera per calciatori –  Francesco Totti e  Carles Puyol
7. Premio alla carriera per allenatori –  Marcello Lippi
8. Miglior allenatore di una nazionale araba -  Héctor Cúper (Egitto)
9. Miglior nazionale araba -  Arabia Saudita
10. Miglior agente dell'anno -  Jorge Mendes
11. Miglior dirigente dell'anno -  Vadim Vasilyev
12. Premio sport business -  Ferran Soriano
13. Premio speciale per gli allenatori -  Diego Simeone (Atlético Madrid)

### 2018
- Nel gennaio 2019 i vincitori furono:

1. Miglior squadra dell'anno –  Atlético Madrid
2. Miglior calciatore dell'anno –  Cristiano Ronaldo (Real Madrid / Juventus)
3. Premio speciale dei tifosi al miglior gol –  Cristiano Ronaldo (Real Madrid / Juventus)
4. Miglior allenatore dell'anno –  Didier Deschamps (Francia)
5. Premio alla carriera per calciatori –  Ronaldo e  Blaise Matuidi
6. Premio alla carriera per allenatori –  Fabio Capello
7. Miglior agente dell'anno -  Jorge Mendes
8. Miglior direttore sportivo dell'anno -  Fabio Paratici
9. Premio alla carriera speciale -  Zvonimir Boban
10. Premio alla carriera del mondo arabo -  Sami Al-Jaber
11. Miglior arbitro del mondo arabo -  Mohammed Abdulla Hassan

### 2019
- Nel dicembre 2019 i vincitori furono:[11]

1. Miglior squadra dell'anno –  Liverpool
2. Miglior calciatore dell'anno –  Cristiano Ronaldo (Juventus)
3. Miglior allenatore dell'anno –  Jürgen Klopp (Liverpool)
4. Miglior portiere dell'anno –  Alisson Becker (Liverpool)
5. Miglior calciatore rivelazione dell'anno –  João Félix (Atlético Madrid)
6. Miglior calciatrice dell'anno –  Lucy Bronze (Olympique Lyonnais)
7. Miglior arbitro dell'anno –  Stéphanie Frappart
8. Premio alla carriera per calciatori –  Ryan Giggs e  Miralem Pjanić
9. Miglior giovane giocatore arabo dell'anno –  Achraf Hakimi (Borussia Dortmund)
10. Miglior agente dell'anno –  Jorge Mendes
11. Miglior direttore sportivo dell'anno –  Andrea Berta

### 2020
- Nel dicembre 2020 i vincitori furono:

1. Miglior squadra dell'anno –  Bayern Monaco
2. Miglior calciatore dell'anno –  Robert Lewandowski (Bayern Monaco)
3. Miglior allenatore dell'anno –  Hans-Dieter Flick (Bayern Monaco)
4. Squadra del secolo (2001-2020) –  Real Madrid
5. Calciatore del secolo (2001-2020) –  Cristiano Ronaldo
6. Allenatore del secolo (2001-2020) –  Josep Guardiola
7. Agente del secolo (2001-2020) –  Jorge Mendes
8. Premio alla carriera per calciatori –  Gerard Piqué e  Iker Casillas
9. Squadra più vincente del Medio Oriente –  Al-Ahly

### 2021
- Nel dicembre 2021 i vincitori furono:[12]

1. Miglior nazionale dell'anno –  Italia
2. Miglior squadra di club dell'anno maschile –  Chelsea
3. Miglior squadra di club dell'anno femminile –  Barcellona
4. Miglior calciatore dell'anno –  Kylian Mbappé (Paris Saint-Germain)
5. Miglior calciatrice dell'anno –  Alexia Putellas (Barcellona)
6. Miglior allenatore dell'anno –  Roberto Mancini (Italia)
7. Miglior portiere dell'anno –  Gianluigi Donnarumma (Paris Saint-Germain)
8. Miglior difensore dell'anno –  Leonardo Bonucci (Juventus)
9. Miglior cannoniere dell'anno –  Robert Lewandowski (Bayern Monaco)
10. Calciatore preferito dai tifosi dell'anno –  Robert Lewandowski (Bayern Monaco)
11. Miglior settore giovanile africano –  ZED
12. Premio alla carriera per calciatori –  Ronaldinho
13. Miglior marcatore di tutti i tempi –  Cristiano Ronaldo
14. Miglior agente dell'anno –  Federico Pastorello
15. Miglior direttore sportivo dell'anno –  Txiki Begiristain
16. Innovazione nel mondo del calcio –  Lega Serie A

### 2022
- Nel novembre 2022 i vincitori furono:

1. Miglior squadra di club dell'anno maschile –  Real Madrid
2. Miglior squadra di club dell'anno femminile –  Olympique Lione
3. Miglior squadra di club dell'anno giovanile –  Benfica
4. Miglior calciatore dell'anno –  Karim Benzema (Real Madrid)
5. Miglior calciatrice dell'anno –  Alexia Putellas (Barcellona)
6. Miglior allenatore dell'anno –  Carlo Ancelotti (Real Madrid)
7. Miglior emergente dell'anno –  Victor Osimhen (Napoli)
8. Miglior presidente dell'anno –  Florentino Pérez (Real Madrid)
9. Miglior amministratore delegato dell'anno –  Jose Angel Sanchez (Real Madrid)
10. Miglior direttore sportivo dell'anno –  Paolo Maldini,  Frederic Massara (Milan)
11. Miglior scout dell'anno –  Juni Calafat (Real Madrid)
12. Miglior agente dell'anno –  Jorge Mendes
13. Miglior trasferimento dell'anno –  Erling Haaland (Manchester City)
14. Calciatore preferito dei tifosi dell'anno –  Mohamed Salah (Liverpool)
15. Premio alla carriera per calciatori –  Wayne Rooney,  Zlatan Ibrahimović,  Romário
16. Miglior difensore di tutti i tempi –  Sergio Ramos
17. Premio alla carriera per allenatori –  Unai Emery
18. Premio alla carriera per amministratori delegati –  Adriano Galliani
19. Premio alla carriera per agenti –  René Ramos

### 2023
- Nel gennaio 2024 i vincitori furono:

1. Miglior squadra di club dell'anno maschile –  Manchester City
2. Miglior squadra di club dell'anno femminile –  Barcellona
3. Miglior squadra di club dell'anno del Medio Oriente –  Al-Ahly
4. Miglior calciatore dell'anno –  Erling Haaland (Manchester City)
5. Miglior calciatrice dell'anno –  Aitana Bonmatí (Barcellona)
6. Miglior portiere dell'anno –  Ederson (Manchester City)
7. Miglior centrocampista dell'anno –  Rodri (Manchester City)
8. Miglior marcatore dell'anno –  Cristiano Ronaldo (Al-Nassr)
9. Miglior calciatore dell'anno del Medio Oriente –  Cristiano Ronaldo (Al-Nassr)
10. Calciatore preferito dei tifosi dell'anno –  Cristiano Ronaldo (Al-Nassr)
11. Miglior allenatore dell'anno –  Josep Guardiola (Manchester City)
12. Miglior emergente dell'anno –  Jude Bellingham (Borussia Dortmund / Real Madrid)
13. Miglior presidente dell'anno –  Khaldoon Al Mubarak (Manchester City)
14. Miglior direttore sportivo dell'anno –  Cristiano Giuntoli (Napoli / Juventus)
15. Miglior agente dell'anno –  Jorge Mendes
16. Premio alla carriera per calciatori –  Casemiro,  John Terry
17. Premio alla carriera per allenatori –  Lionel Scaloni

### 2024
- Nel maggio 2024 i vincitori dell'edizione europea del premio furono:

1. Miglior squadra di club dell'anno maschile –  Manchester City
2. Miglior squadra di club dell'anno femminile –  Barcellona
3. Miglior calciatore dell'anno –  Kylian Mbappé (Paris Saint-Germain)
4. Miglior marcatore dell'anno –  Harry Kane (Bayern Monaco)
5. Miglior allenatore dell'anno –  Xabi Alonso (Bayer Leverkusen)
6. Miglior allenatore dell'anno della Premier League –  Mikel Arteta (Arsenal)
7. Miglior emergente dell'anno –  Lamine Yamal (Barcellona)
8. Premio alla rivelazione –  Atalanta
9. Premio al ritorno in Serie A –  Como
10. Premio alla leadership –  Nasser Al-Khelaifi (Paris Saint-Germain)
11. Premio alla sportività –  Gianluca Pessotto
12. Premio alla carriera per calciatori –  Gianluigi Buffon
13. Premio alla carriera per allenatori –  Luciano Spalletti
14. Premio alla carriere speciale –  Karl-Heinz Rummenigge,  Luigi Riva (postumo)

- Nel dicembre 2024 i vincitori dell'edizione globale del premio furono:

1. Miglior squadra di club dell'anno maschile –  Real Madrid
2. Miglior squadra di club dell'anno femminile –  Barcellona
3. Miglior calciatore dell'anno –  Vinícius Júnior (Real Madrid)
4. Miglior calciatrice dell'anno –  Aitana Bonmatí (Barcellona)
5. Miglior attaccante dell'anno –  Vinícius Júnior (Real Madrid)
6. Miglior centrocampista dell'anno –  Jude Bellingham (Real Madrid)
7. Miglior calciatore dell'anno del Medio Oriente –  Cristiano Ronaldo (Al-Nassr)
8. Miglior allenatore dell'anno –  Carlo Ancelotti (Real Madrid)
9. Miglior allenatore del Medio Oriente –  Jorge Jesus (Al-Hilal)
10. Miglior emergente dell'anno –  Lamine Yamal (Barcellona)
11. Premio Maradona –  Jude Bellingham (Real Madrid)
12. Miglior marcatore di tutti i tempi –  Cristiano Ronaldo (Al-Nassr)
13. Miglior squadra rivelazione –  Olympiacos
14. Miglior squadra del Medio Oriente –  Al-Ain
15. Miglior direttore sportivo dell'anno –  Piero Ausilio (Inter)
16. Miglior agente sportivo dell'anno –  Jorge Mendes
17. Premio alla carriera per calciatori –  Thibaut Courtois,  Neymar,  Rio Ferdinand
18. Premio alla carriera speciale –  Florentino Pérez,  Alessandro Del Piero

## Premi principali

### Miglior calciatore dell'anno
Edizione globale
- 2011 –  Cristiano Ronaldo (Real Madrid)
- 2012 –  Radamel Falcao (Atlético Madrid)
- 2013 –  Franck Ribéry (Bayern Monaco)
- 2014 –  Cristiano Ronaldo (Real Madrid)
- 2015 –  Lionel Messi (Barcellona)
- 2016 –  Cristiano Ronaldo (Real Madrid)
- 2017 –  Cristiano Ronaldo (Real Madrid)
- 2018 –  Cristiano Ronaldo (Real Madrid / Juventus)
- 2019 –  Cristiano Ronaldo (Juventus)
- 2020 –  Robert Lewandowski (Bayern Monaco)
- 2021 –  Kylian Mbappé (Paris Saint-Germain)
- 2022 –  Karim Benzema (Real Madrid)
- 2023 –  Erling Haaland (Manchester City)
- 2024 –  Vinícius Júnior (Real Madrid)

Edizione europea
- 2024 –  Kylian Mbappé (Paris Saint-Germain)

### Miglior allenatore dell'anno
Edizione globale
- 2012 –  José Mourinho (Real Madrid)
- 2013 –  Antonio Conte (Juventus)
- 2014 –  Carlo Ancelotti (Real Madrid)
- 2015 –  Marc Wilmots (Belgio)
- 2016 –  Fernando Santos (Portogallo)
- 2017 –  Zinedine Zidane (Real Madrid)
- 2018 –  Didier Deschamps (Francia)
- 2019 –  Jürgen Klopp (Liverpool)
- 2020 –  Hans-Dieter Flick (Bayern Monaco)
- 2021 –  Roberto Mancini (Italia)
- 2022 –  Carlo Ancelotti (Real Madrid)
- 2023 –  Josep Guardiola (Manchester City)
- 2024 –  Carlo Ancelotti (Real Madrid)

Edizione europea
- 2024 –  Xabi Alonso (Bayer Leverkusen)

### Miglior agente dell'anno
- 2010 –  Jorge Mendes
- 2011 –  Jorge Mendes
- 2012 –  Jorge Mendes
- 2013 –  Jorge Mendes
- 2014 –  Jorge Mendes
- 2015 –  Jorge Mendes
- 2016 –  Mino Raiola
- 2017 –  Jorge Mendes
- 2018 –  Jorge Mendes
- 2019 –  Jorge Mendes
- 2021 –  Federico Pastorello
- 2022 –  Jorge Mendes
- 2023 –  Jorge Mendes
- 2024 –  Jorge Mendes

### Miglior club dell'anno
Edizione globale
- 2011 –  Barcellona
- 2012 –  Atlético Madrid
- 2013 –  Bayern Monaco
- 2014 –  Real Madrid
- 2015 –  Barcellona
- 2016 –  Real Madrid
- 2017 –  Real Madrid
- 2018 –  Atlético Madrid
- 2019 –  Liverpool
- 2020 –  Bayern Monaco
- 2021 –  Chelsea
- 2022 –  Real Madrid
- 2023 –  Manchester City
- 2024 –  Real Madrid

Edizione europea
- 2024 –  Manchester City